# Нгонг (Кенія)
Нгонг — місто біля Нгонг-Хіллз уздовж великої річкової долини в окрузі Каджіадо, розташоване на південному заході Найробі, на півдні Кенії . Слово «Нгонг» — означає «костяки», посилається на 4 вершини пагорба гірського хребта, що стоять поодинці, піднімаються з рівнини навколо Найробі. Пагорби Нгонг із схилів на узбережжі виходять на заповідник Національний парк Найробі, а на північ — місто Найробі. Нгонг-Хіллз, зі схилів на узбережжі, виходять на долину Великої річки, опускаючись 4000 футів нижче, де мешкають кочові Масаї .

## Демографія
Населення Нгонгу становить 157 188, а висота міста Нгонг — 1 961 метр у висоту, але висота пагорбів становить близько 2460 метрів над рівнем моря. Нгонг був центральним містом району Нгонг, тоді як округ Каджіадо був округом.

## Історія
У роки британського колоніального панування територія навколо пагорбів Нгонг була головним районом поселення сільських фермерських господарств, і багато традиційних колоніальних будинків й досі спостерігаються в цьому районі.
Сьогодні Нгонг — це добре розвинена околиця, яка забезпечує хороше місце проживання для багатьох працівників Найробі
Район Нгонг складається з передмість Найробі Ongata Rongai, Kiserian, [Matasia] (Oloolua Area) і Kitengela.
У фільмі 1985 року поза Африкою чотири вершини пагорбів Нгонг з'являються на тлі декількох сцен у будинку Карен Бліксен, розташованому поблизу Нгонга. Місцеві жителі повідомляли що все ще інколи бачили левів на пагорбах протягом 90-х років.
Самотня могила Деніса Фінча Хаттона, позначена обеліском і садом, розташована на східних схилах пагорбів Нгонг, з видом на величезний заповідник дичини.
Тут проживають колишні та нинішні спортсмени світу з марафону, у тому числі чемпіон усіх часів Пол Тергат .
Тут знаходиться єпископський престол римо-католицької церкви району Нгонг.

## Транспорт
У Нгонгу є залізнична станція на залізничній колії Найробі-Малаба, яка була відкрита в жовтні 2019 року.